# Тена
Тѐна (на италиански: Tenna, на местен диалект: Tèna, Тена) е село и община в Северна Италия, автономна провинция Тренто, автономен регион Трентино-Южен Тирол. Разположено е на 569 m надморска височина. Населението на общината е 983 души (към 2010 г.).